# 남면 신교비
남면 신교비는 충청남도 부여군 남면 대선리에 있는 비석이다. 2020년 4월 3일 부여군의 향토문화유산 제154호로 지정되었다.

## 지정 사유
조선시대에 홍산과 임천을 오가는 주요 교통로에 자리하고 있었던 남면 신교비는 조선시대 고지도나 문헌에서 모두 확인되는 교량으로서, 건립 연대 및 비석을 세운 주체와 대상이 분명하게 적시되어 있을 뿐 아니라 17세기 건립이라는 역사성을 감안할 때 문화재적 가치가 충분하다고 판단되어 부여군 향토문화유산으로 지정되었다.